# .45 (2006.)
.45 je američka nezavisna crna komedija/triler iz 2006. godine koju je režirao Gary Lennon a u kojoj glavne uloge tumače Milla Jovovich, Angus Macfadyen, Aisha Tyler i Stephen Dorff.

## Radnja
Radnja filma, koji se vrti oko para upletenog u sitni kriminal, je smještena u Hell's Kitchen u New Yorku 1970-ih. Nakon što Veliki Al (Macfadyen), trgovac oružjem i narko diler, zlostavlja svoju djevojku, Kate (Jovovich), jednom previše, ona koristi svoju ljepotu kako bi navela svoje prijatelje da smjeste Velikom Al-u ubojstvo.

## Glavne uloge
- Milla Jovovich kao Kat
- Angus Macfadyen kao Veliki Al
- Stephen Dorff kao Reilly
- Aisha Tyler kao Liz
- Sarah Strange kao Vic
- Vincent Laresca kao Jose
- Tony Munch kao Clancy
- Kay Hawtrey kao Marge
- John Robinson kao Policajac br.1
- Tim Eddis kao Policajac br.2
- Hardie Lineham kao velečasni Duffel
- Dawn Greenhalgh kao Fran
- Nola Augustson kao Gertie
- John Gordon kao Danny
- Shawn Campbell kao prvi vlasnik
- Robin Brule kao konobarica
- Mike McLay kao Gertien suprug
- Suresh John kao lopov
- Conrad Bergschneider kao Sarge
- Chantelle Jewkes kao prostituka

## Vanjske poveznice
- .45 u internetskoj bazi filmova IMDb-a
- .45 na stranicama Rotten Tomatoesa
- Trailer s Yahoo!Taiwan
- .45 na All Movie Guide[neaktivna poveznica]